# Centrorhynchus spilornae
Centrorhynchus spilornae är en hakmaskart som beskrevs av Schmidt och Kuntz 1969. Centrorhynchus spilornae ingår i släktet Centrorhynchus och familjen Centrorhynchidae. Inga underarter finns listade i Catalogue of Life.